# Ambaras
Ambaras (stylizowany zapis Ambara$) –  trzeci album polskiego duetu Małach/Rufuz, którego premiera odbyła się 8 kwietnia 2016. Wydawnictwo ukazało się nakładem wytwórni Prosto.
Gościnnie na albumie usłyszymy: Bonusa RPK, Jano z Polskiej Wersji, HDS-a, TPS-a oraz francuskiego rapera Sacrifice. Za skrecze i cuty odpowiada związany z grupą DJ Grubaz.
Single promujące album: „Korytarz“ oraz „Butlipan“.
Płyta uplasowała się na 3. miejscu polskiej listy sprzedaży OLiS.

## Lista utworów
Źródło.
1. „Intro“
2. „Ambara$“
3. „Każdy z nas“
4. „Skit“
5. „Butlipan“
6. „Streetholix“ (gości. TPS)
7. „Agresja miejska“ (gości. DJ Grubaz)
8. „Blok“
9. „Jestem sobą“ (gości. HDS)
10. „Przyziemne sprawy“
11. „System“
12. „Trip“
13. „Korytarz“
14. „Blok 2“
15. „Dobry chłopak“ (gości. Bonus RPK)
16. „Efekt“
17. „Zegar“ (gości. Jano PW)
18. „Zepsuty świat“ (gości. Sacrifice)
19. „Outro“